# Composta (cucina)
La composta è un dolce di origine medievale, a base di frutta intera o a pezzi cotta nello sciroppo di zucchero o vino, eventualmente speziato con vaniglia, scorza di limone o arancia, cannella in stecche o in polvere, chiodi di garofano o altre spezie. Si possono aggiungere mandorle tritate, cocco grattugiato, canditi, uva passa. 
A differenza della confettura, la composta è generalmente più ricca di frutta e più povera di zucchero (quindi è meno calorica); inoltre viene cotta solo per pochi minuti al fine di mantenere il sapore della frutta fresca e deve essere consumata entro pochi giorni. Nella cucina moderna la composta può essere preparata anche con verdure (ad esempio cipolle, peperoni o pomodoro). Viene servita calda o fredda e può accompagnare anche carne, formaggi o antipasti.

## Storia
La composta ha origini medievali. Secondo la credenza dell'epoca, la frutta cotta nello zucchero bilanciava gli effetti dell'umidità sul corpo. Il nome deriva dal francese compôte (oggi anche compote), ed esso dal latino compōsita, femminile del participio passato di compōnere.
Nell'Inghilterra tardomedievale la composta veniva servita prima dell'ultimo piatto di una festa (talvolta con la seconda delle tre portate), spesso accompagnato da un potage cremoso. Durante il Rinascimento si mangiava fredda alla fine della cena. Poiché era facile da preparare, fatta con ingredienti a basso costo e non conteneva latticini, la composta divenne un alimento base delle famiglie ebraiche in tutta Europa.
Nell'opera La scienza in cucina e l'arte di mangiar bene di Pellegrino Artusi ne sono elencate varie ricette, tra cui quella di albicocche, pere, cotogne e riso. In Francia il termine compote si riferisce alla purea di frutta (in particolare di mela), di solito non zuccherata.

## Varianti
Il dessert può essere servito con panna montata, cannella o zucchero vanigliato. Lo sciroppo può essere preparato con il vino, come in una ricetta dei primi del XV secolo per la composta di pera. Altre preparazioni utilizzano frutta secca fatta rinvenire in acqua; è possibile l'aggiunta di bevande alcoliche: kirsch, rum o Frontignan.
Nella cucina polacca, russa, bielorussa e ucraina il termine kompot (in russo компот?, kompot) indica una bevanda a base di frutta o bacche cotte, oppure la frutta sciroppata.